# Dudley Dorival
Pour les articles homonymes, voir Dorival.
Dudley Dorival, né le 1er septembre 1975 à Elizabeth aux États-Unis, est un athlète américain, puis haïtien, spécialiste  du 110 mètres haies, d'origine haïtienne.

## Palmarès

### Jeux olympiques d'été
- Jeux olympiques de 2000 à Sydney, Australie
  - 7e

### Championnats du monde d'athlétisme
- Championnats du monde 2001 à Edmonton, Canada
  -  Médaille de bronze

### Championnats du monde d'athlétisme en salle
- Championnats du monde 2001 à Lisbonne, Portugal
  - 7e sur 60 mètres haies

### Championnats des Caraïbes et d'Amérique Centrale d'athlétisme
- Championnats des Caraïbes 2002 à San Salvador
  -  Médaille d'or

### Jeux panaméricains
- Jeux Panaméricains de 2003 à Saint-Domingue (République dominicaine)
  - 5e sur 110 m haies

### Championnats du monde junior d'athlétisme
- Championnats du monde 1994 à Lisbonne, Portugal
  -  Médaille d'argent